# Gioco delle tre campanelle

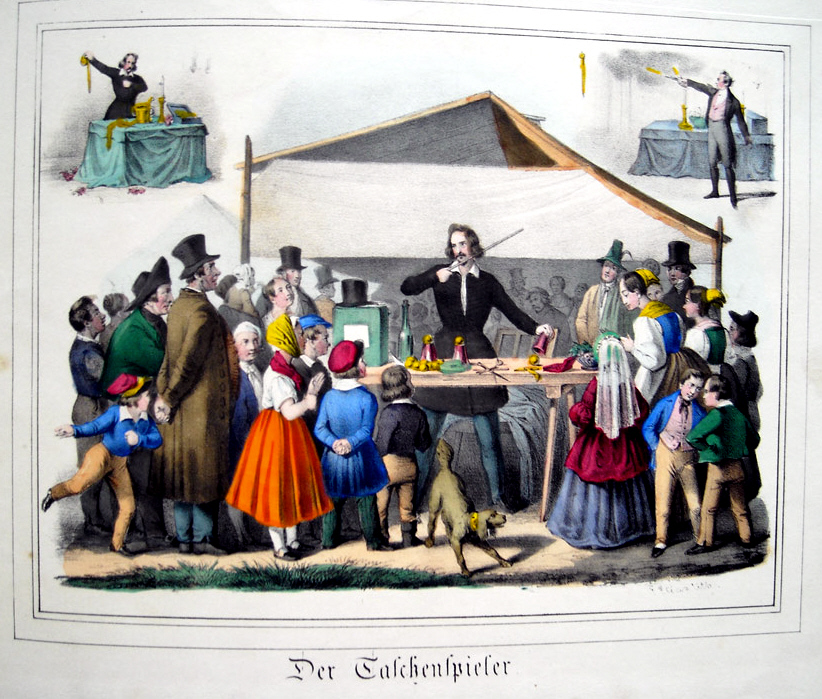
Il gioco delle tre campanelle in un disegno di metà Ottocento.

Il gioco delle tre campanelle (o gioco dei tre bussolotti) è un gioco di abilità con premio generalmente non equo. Il gioco, tramite l'applicazione di trucchi di prestigio e inganni, è frequentemente utilizzato per truffare i giocatori, con eventuale associazione a delinquere. Il similare gioco delle tre carte è basato su un principio analogo e viene anch'esso spesso utilizzato per attuare truffe ai danni di ignari partecipanti.

## Gioco

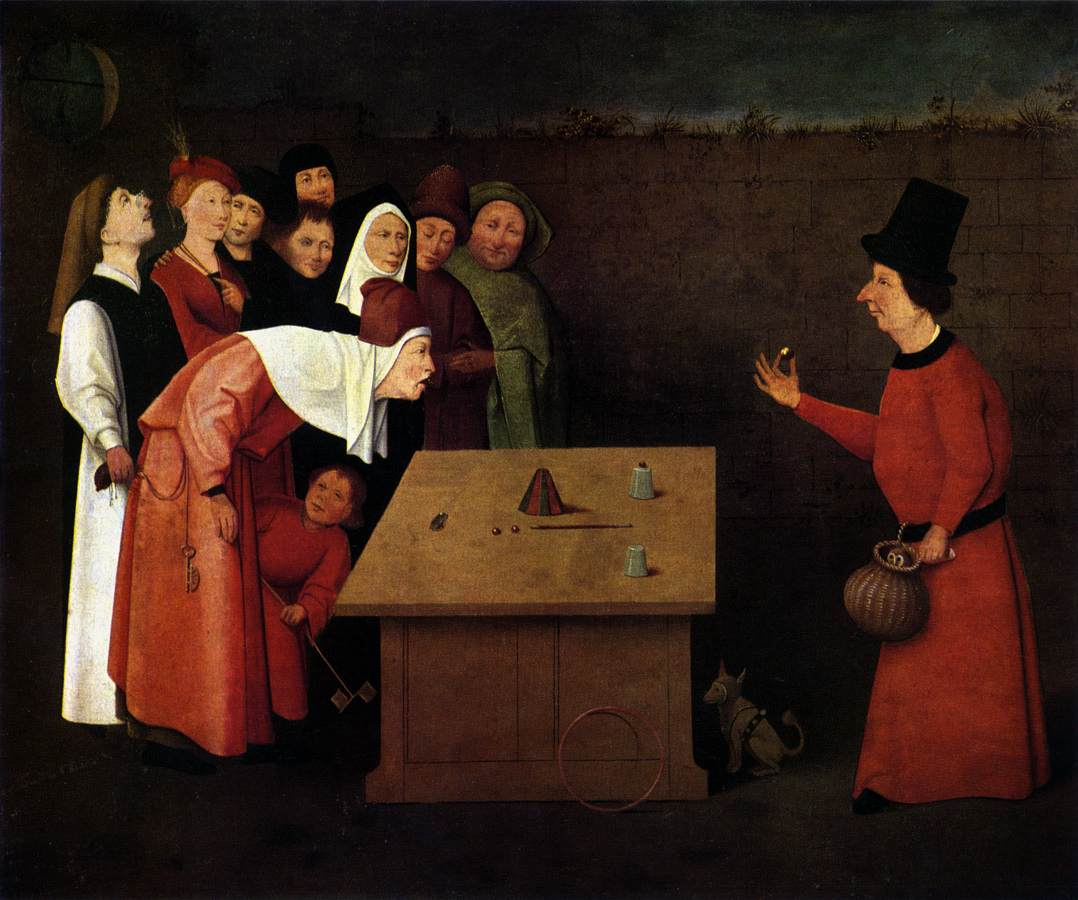
Il gioco delle tre campanelle in un dipinto del 1500.

Il gioco consiste nel disporre tre campanelli (scatolette, tazze, conchiglie o bicchieri) su un tavolo e nel nascondere sotto uno di essi una biglia, un cece, o un altro oggetto.
Con un rapidissimo movimento delle mani si spostano poi i campanelli ed eventualmente la biglia, e si invita quindi il giocatore a individuare sotto quale di essi si trovi la biglia dopo lo spostamento.
Il pagamento in caso di vincita sarebbe equo se si pagasse il triplo della cifra scommessa (e non il doppio) a fronte di una probabilità di 1 su 3.  È invece frequente che l'eventuale vincita lorda sia il doppio, cioè la vincita netta coincida con la posta e che inoltre il gioco sia effettuato per truffare i giocatori, tramite l'applicazione di giochi di prestigio e inganni, che rendono in pratica quasi impossibile per il giocatore vincere.

## Truffa

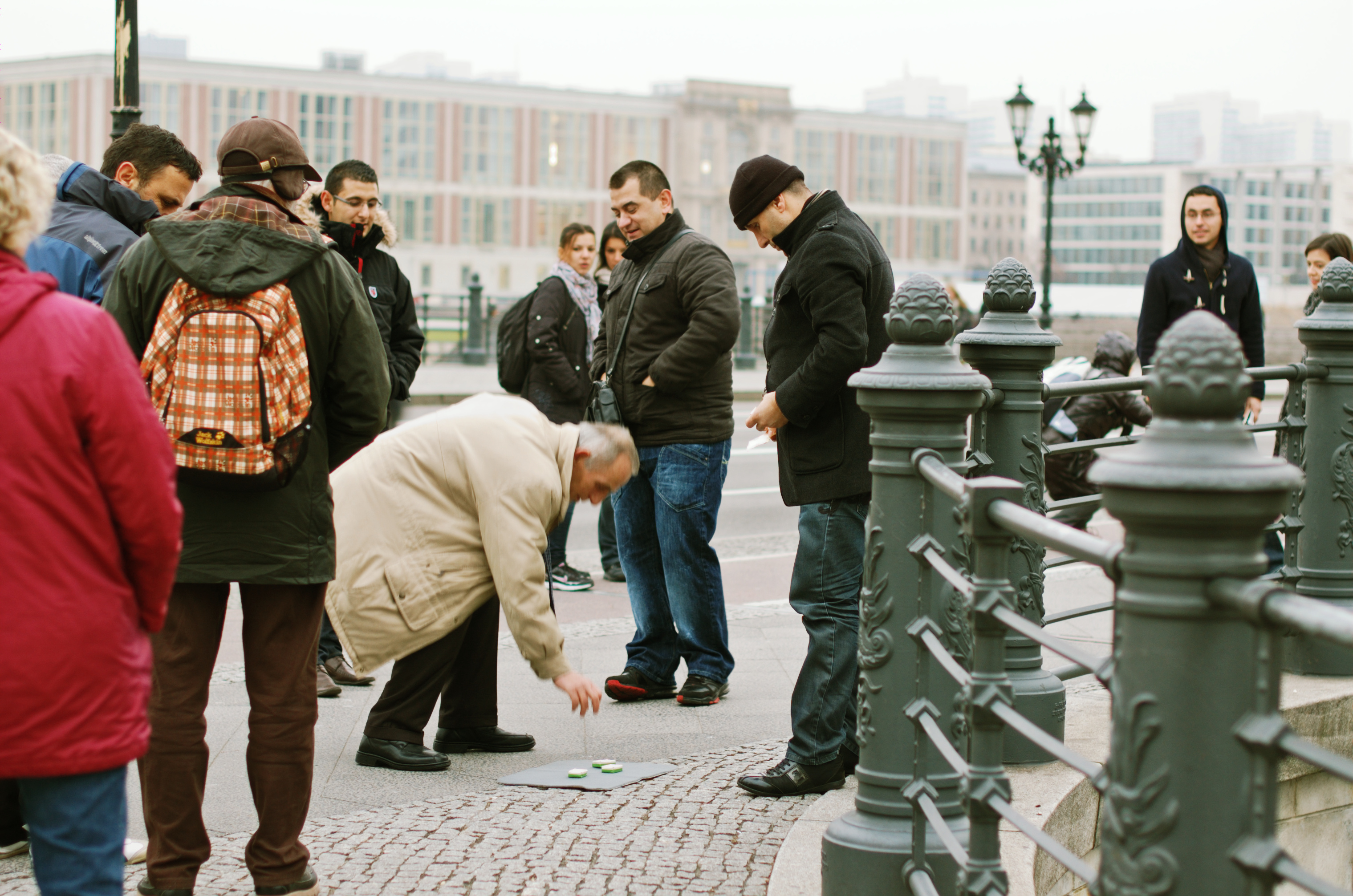
Il gioco delle tre campanelle messo in pratica a Berlino.

### Soggetti
In genere le bande che organizzano questa truffa sono composte da 3 o 5 elementi così ripartiti:
- il "conduttore" del gioco, il più abile di tutti a muovere i campanelli e a condurre il gioco;
- i due "finti sfidanti", due complici che, fingendosi turisti, sfidano il conduttore al gioco, fingendo di vincere del denaro;
- i "pali", generalmente 2 complici che si posizionano in aree strategiche della zona, in modo da poter avvisare i complici dell'arrivo delle forze dell'ordine.

### Svolgimento
La modalità della truffa è la seguente: tre o più complici si posizionano in un luogo frequentato di una città; uno dei malviventi si finge l'organizzatore (conduttore) del gioco e dispone su un tavolo un tovagliolo con sopra una biglia e tre campanelli (tazze, bicchieri, scatolette o altro).
Gli altri due componenti della banda fingono di essere dei veri giocatori. I tre iniziano a giocare attirando l'attenzione dei passanti. L'organizzatore pone la biglia sotto uno dei campanelli e inizia a farla passare velocemente da uno all'altro, chiedendo a voce alta a qualcuno di sfidarlo a individuare quale contenente la biglia. I due complici fingono di sfidare l'organizzatore, il quale, dopo aver mescolato i campanelli, finge di perdere e paga ai complici una somma di denaro. A questo punto alcuni ignari passanti, convinti di poter vincere, sfidano anch'essi il conduttore. La biglia solitamente non viene mai trovata, anche se l'organizzatore la mostra più volte alle vittime per trarle in inganno.

### L'esecuzione della truffa
In realtà, quando una vittima viene adescata, il conduttore, muovendo molto velocemente e abilmente la biglia tra i campanelli, se la riprende nel palmo di una mano con un gioco di destrezza, in modo che nessuno dei campanelli contenga alcunché. Infatti, se fosse possibile sollevare tutte e tre i campanelli, si scoprirebbe che la biglia non si trova sotto nessuno di essi. In taluni casi, l'organizzatore è talmente veloce da confondere la visione delle mosse effettuate, facendo perdere la concentrazione alla vittima. Oltre a questo, i due finti scommettitori, complici del conduttore, solitamente alimentano un certo caos nella folla, in maniera tale da distrarre le vittime. 
In alcuni casi, il conduttore fa ogni tanto vincere volontariamente la vittima, per dargli l'impressione che il gioco non sia truccato, rifacendosi grazie alle giocate precedenti e successive.
Può accadere che la vittima di tale truffa venga defraudata di portafogli o oggetti di valore. Nel caso in cui ciò avvenga, oltre che di truffa, i delinquenti sono imputabili anche di furto (o rapina).

### Conseguenze e rimedi
Tali malviventi si posizionano in particolar modo nelle città turistiche, dove le vittime non sono a conoscenza del fenomeno e sono quindi più facilmente adescabili.
Oggi, le maggiori aree turistiche si sono attrezzate con forze dell'ordine in borghese che pattugliano le aree sensibili. Inoltre, molte amministrazioni sono intervenute con campagne d'informazione nei confronti dei turisti, nel tentativo di ridurre la possibilità di essere adescati. Solitamente basta minacciare di rivolgersi alla forze di polizia per cacciare i truffatori.
Legalmente, i malviventi sono imputabili di truffa, eventualmente aggravata dall'associazione a delinquere. Inoltre, se uno dei partecipanti è minorenne, il reato è aggravato.

## Varianti

### Il gioco delle tre carte
Più che una variante è un vero e proprio gioco a sé stante avente però la stessa caratteristica comune di non far mai vincere il giocatore. Alle tre scatolette sono sostituite tre carte da gioco (tipicamente 2 figure e un asso, oppure una figura e due carte senza figure), che vengono tenute in mano dal "conduttore" del gioco (2 in una mano e la terza nell'altra), e fatte passare da una mano all'altra per essere poi fatte cadere faccia in giù sul tavolo; la richiesta al malcapitato di turno è individuare dove si trovi la carta singola (asso o figura).
Il trucco sta nel fatto che le due carte tenute sovrapposte nella stessa mano vengono fatte cadere in ordine inverso a quanto appare; cioè viene prima fatta cadere la carta più in alto (vicino al palmo della mano) e solo dopo quella più in basso. Questo è possibile perché, contrariamente a quanto viene percepito dall'osservatore, le due carte non sono tenute nella mano una sull'altra, ma sono invece tenute leggermente distanziate in modo da far sfilare velocemente la carta di sopra facendo credere che sia quella di sotto. Poiché questa operazione viene fatta in modo impercettibile, l'osservatore crederà che la prima carta ad essere fatta cadere è quella in basso. Ma anche quando il giocatore, per errore o per puro caso indica la carta giusta, il "conduttore" può fare apparire una carta diversa e far perdere comunque il giocatore, applicando il cosiddetto rovescio messicano, la carta sul tavolo viene girata utilizzando una carta che il conduttore tiene in mano e facendo un gesto che permette di avere alla fine in mano la carta incriminata e sul tavolo girata quella che era in mano. In altri termini il giocatore non può che perdere sempre.